# Congresso Nacional para a Defesa do Povo

Congresso Nacional para a Defesa do Povo (em francês:  Congrès national pour la défense du peuple, CNDP) é uma milícia  criada por Laurent Nkunda na região de Kivu, na República Democrática do Congo, em dezembro de 2006. O CNDP estava engajado no conflito de Kivu, um conflito armado contra os militares da República Democrática do Congo. Em janeiro de 2009, o CNDP se dividiu e Nkunda foi preso pelo governo de Ruanda. A facção dissidente do CNDP, liderada por Bosco Ntaganda, deveria ser integrada ao exército nacional.